# Velike Lipljene
Velike Lipljene este o localitate din comuna Grosuplje, Slovenia, cu o populație de 114 locuitori.